# Museo d'arte della provincia di Nuoro
Il MAN - Museo d'arte della provincia di Nuoro è un museo di Nuoro.

## Storia
Il MAN apre al pubblico nel 1999 all'interno di un edificio degli anni venti, già sede dell'Istituzione provinciale, situato tra le arterie del centro storico di Nuoro. Fino al 2003 è inserito come ufficio all'interno del settore cultura dell'amministrazione provinciale. Il primo nucleo della collezione nasce dall'accorpamento di alcune raccolte pubbliche (Provincia, Comune, Ente provinciale per il turismo, Camera di commercio). L'idea di una pinacoteca provinciale trova presto sviluppo in un progetto museale. La collezione si arricchisce di nuove acquisizioni e l'attività si estende al contesto territoriale. Nel 2004 il museo acquisisce autonomia gestionale, strutturandosi come Istituzione senza personalità giuridica, ed entra a fare parte di Amaci, l'Associazione nazionale dei musei d'arte contemporanea.

## Esposizione
Il Museo ha organizzato mostre di rilievo di artisti italiani e internazionali contemporanei.

## Esposizione permanente
La collezione del MAN annovera dipinti di autori della storia dell'arte sarda, tra i quali Edina Altara, Antonio Ballero, Giuseppe Biasi, Francesco Ciusa, Mario Delitala, Carmelo Floris, Maria Lai, Mauro Manca, Costantino Nivola, Salvatore Fancello e Giovanni Pintori.

## Cataloghi
- C. Collu (a cura di), Mirò, Orizzonte lirico, pittura, scultura e disegno, Skira, 2001
- Marilena Pasquali, Lorenza Selleri (a cura di), Giorgio Morandi: i fiori, Skira, 2001 ISBN 8884910315, ISBN 9788884910318
- Emanuela De Cecco, Filiberto Menna ( a cura di), Maria Lai. Come un gioco, Cagliari, AD-Arte Duchamp, 2002
- Noriko Fuku, John P. Jacob (a cura di), MAN RAY. Unconcerned but not indifferent - Incurante ma non indifferente, Silvana Editoriale, 2008
- Guido Harari, Vittorio Bo, Studio Azzurro ( a cura di), Fabrizio De André. La mostra, Silvana Editoriale, 2008 ISBN 9788836612635

- Dario Cimorelli, Elena Valdini (a cura di), Fabrizio De André. Poesia e realtà in mostra, Silvana Editoriale, 2009 ISBN 9788836619979
- Sérgio Mah, Paul Wombell, Susan Sontag,  Allan Sekula, John Berger, Victor Burgin, Roland Barthes, Anni '70. Fotografia e vita quotidiana, Silvana Editoriale, 2009 ISBN 9788836614226
- Rudy Chiappini, Lorenzo Giusti (a cura di), La galassia di Arp, Silvana Editoriale, 2013  ISBN 9788836627608
- Traduzione di Piero Berengo Gardin, Robert Capa. Una vita leggermente fuori fuoco, Contrasto, 2014
- C. Gatti e Bellasi P. (a cura di ), A un Passo dal Tempo. Alberto Giacometti e l'Arcaico, Silvana Editoriale, Cinisello Balsamo, 2014 ISBN 88-366-2978-4
- Maria Lai. Ricucire il mondo, Silvana Editoriale, 2015 ISBN 9788836629879
- Pietro Bellasi e G. Magnaguagno (a cura di) Paul Klee. Mondi animati. Catalogo della mostra (30 ottobre 2015-14 febbraio 2016), Magonza, 2015 ISBN 978-88-98756-21-6
- Chiara Gatti, Raffaella Resch (a cura), L'elica e la luce. Le futuriste 1912-1944, 2018, ISBN 9788899765927
- MAN, Otto Letze (a cura di), La Bohème. Henri de Toulouse-Lautrec e i Maestri di Montmartre, Silvana Editoriale, 2018  ISBN 9788836640232

## Direttori
- Cristiana Collu (1998 - 2012)
- Lorenzo Giusti (2012 - 2018)
- Luigi Fassi (2018 - 2022)[3]
- Chiara Gatti (2022 - attuale)[4][5]